# توموهون (شهر)
توموهون (به لاتین: Tomohon) یک منطقهٔ مسکونی در اندونزی است که در سولاوسی شمالی واقع شده‌است.
 توموهون ۱۱۴٫۲ کیلومتر مربع مساحت و ۱۰۷٬۶۰۰ نفر جمعیت دارد.